# Yangdi
Yangdi (阳翟; 陽翟; Yángdí) eller Yangzhai är en förhistorisk huvudstad för den kinesiska Xiadynastin. Yanhgdi omnämns som kung Yus huvudstad i kinesiska krönikor såsom Hanshu, Diwang shiji och Shuijing zhu. Yangdi är även omnämnd som Juntai (钧台; 鈞臺; Jūntái) i bambuannalerna.
Yangdi är sannolikt identifierad som den arkeologiska lokalen Wadian vid Yingflodens sydvästra strand utanför Huolong köping (火龙镇) i Yuzhou i Henanprovinsen.